# Yair Nehorai
Yair Nehorai (...) è uno scrittore e avvocato israeliano, noto principalmente per il romanzo Taliban Son (in ebraico וַתְּהִי-לִי אִמִּי קִבְרִי; il titolo originale è preso dalla Bibbia, Geremia 20:17) e per aver partecipato ad una serie di cause di alto profilo in cui erano implicati principalmente gruppi religiosi estremisti israeliani.
Il romanzo Taliban Son (distribuito da Steimatzky nel 2011) è liberamente basato sul caso della "madre talebana", nel quale Nehorai ha rappresentato sia il figlio che il marito di una leader della setta Haredi burqa, un gruppo estremista giudeo, accusata di abuso su minore.